# Suwon FC
Der Suwon Football Club ist ein Fußballfranchise aus Suwon, Südkorea. Aktuell spielt das Franchise in der K League 1, der höchsten Spielklasse Südkoreas. Das Franchise ist ein städtischer Verein, welcher der Stadt Suwon gehört.

## Geschichte

### Vorgeschichte
In der Stadt Suwon war mit Suwon Samsung Bluewings einen Profiverein aus der K League, der eine sehr gute Jugendakademie besaß, beheimatet. Da aber nicht alle Jugendspieler den Sprung in das Profiteam schafften, gab es unkonkrete Überlegungen einen Halbprofiverein gründen zu wollen. Die Stadt Suwon gab später bekannt, dass man den Wunsch hegte, noch einen Halbprofiverein in der Stadt zu unterhalten, weshalb Pläne für eine mögliche Vereinsgründung in Angriff genommen wurden. Nachdem angekündigt worden war, mit der Korea National League eine Halbprofiliga 2003 in Betrieb zunehmen, leitete die Stadt Suwon die Vereinsgründung in die Wege.

### Gründung
Ende 2002 folgte die Gründung und am 15. März 2003 erfolgte die offizielle Vereinsgründung. Der Verein wurde unter den damaligen Namen Suwon City FC angemeldet. Erster Trainer des Vereins wurde Kim Chang-kyeom. Der Verein trat nach der Vereinsgründung der Neugegründeten Korea National League KNL bei.

### Ligabetrieb

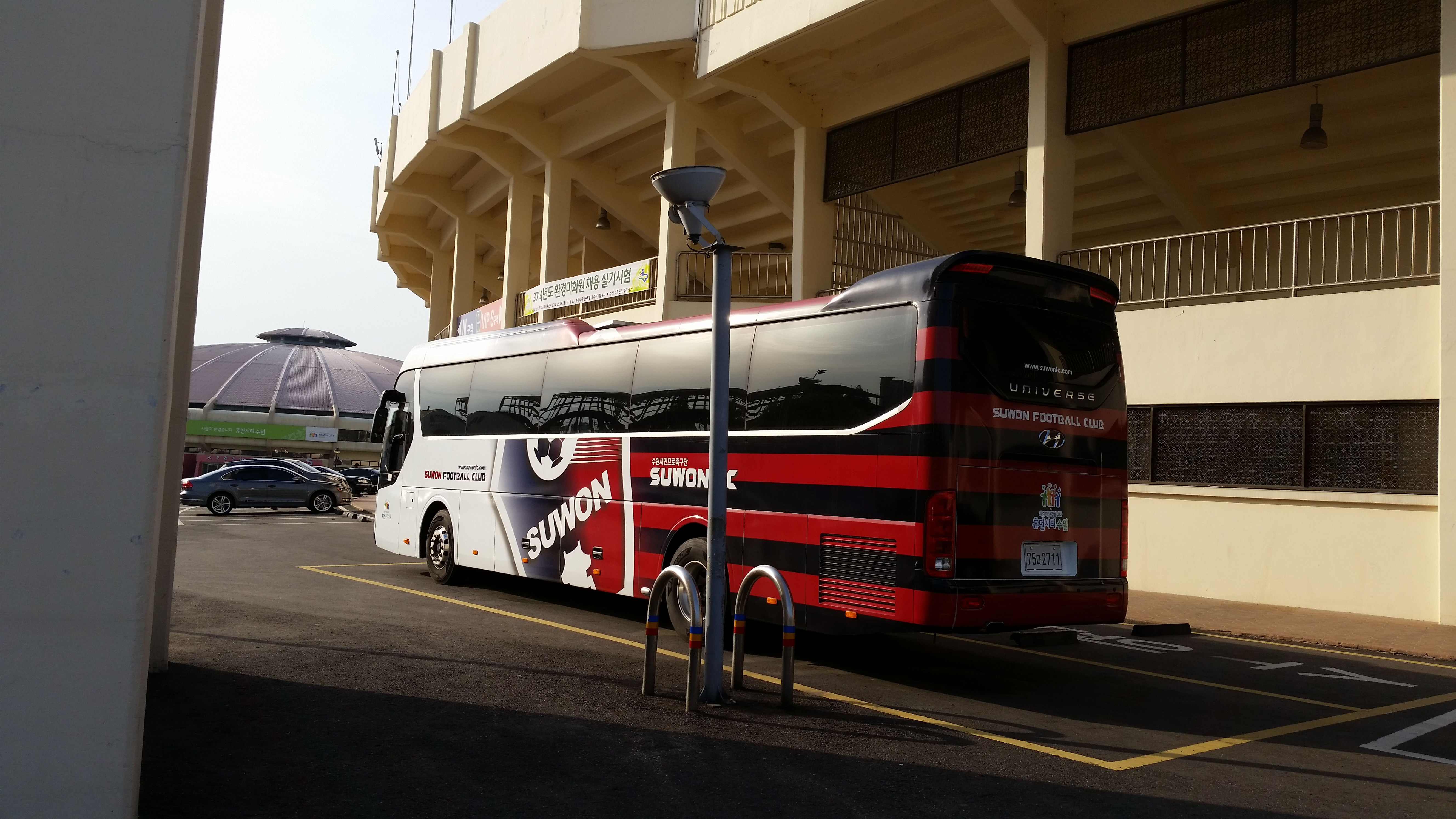
Suwon City FC-Mannschaftsbus

In ihrer ersten Saison erreichte der Verein in der Hinrunde Platz 6 und in der darauffolgenden Rückrunde Platz 3. 2005 erreichte der Verein erstmals durch den 1. Platz in der Hinrunde die Meisterschaftsspiele. Dort trafen sie auf Incheon Korail FC. Im Finalhinspiel unterlagen sie mit 1:2. Auch das Finalrückspiel endete 1:2 und somit wurden sie Vizemeister, wie auch in den Jahren 2007 und 2008. Erst 2010 konnten sie die Meisterschaft in der KNL für sich entscheiden. 2007 wurden sie zudem KNL-Pokal-Sieger. Im Finale trafen sie auf Changwon City FC, gegen die sie im Elfmeterschießen mit 4:2 gewannen. 2012 konnten sie den Pokalsieg wiederholen.
Nach Ende der Saison 2012 trat der Verein aus der KNL aus und trat der neugegründeten K League Challenge an, der 2. Liga der K League. Der Verein nannte sich dazu in Suwon FC um. 2015 erreichte der Verein den 3. Platz in der Liga und qualifizierte sich somit zum ersten Mal für die Play-off-Spiele, die sie siegreich gestalteten und dadurch die Relegation um die K League Classic erreichten. In der Relegation trafen sie auf Busan IPark. Das Hinspiel ging 1:0 für Suwon aus und das Rückspiel konnten sie mit 2:0 für sich entscheiden. Somit stieg der Verein erstmals in die K League Classic auf, wo sie sich jedoch nicht halten konnten. 2017 traten sie wieder in der K League Challenge an. Das Saisonziel hieß Aufstieg, aber der Verein erreichte nur den 6. Ligaplatz. Erst 2020 konnte man die Play-off-Spiele zum Wieder-Aufstieg in die K League 1 nutzen, wo man auch 2023 am Ligabetrieb teilnahm.

## Historie-Übersicht
| Saison | Liga | Liga         | KNL-Meisterschaft  | K-League-Play-off   | FA Cup        | FA Cup        | Ligapokal  | Ligapokal     | Trainer    | Trainer                                         |
| Saison | Div. | Platz        | KNL-Meisterschaft  | K-League-Play-off   | Wettbewerb    | Platz         | Wettbewerb | Platz         | Nr.        | Name                                            |
| ------ | ---- | ------------ | ------------------ | ------------------- | ------------- | ------------- | ---------- | ------------- | ---------- | ----------------------------------------------- |
| 2003   | 2    | HR-6. Platz  | Nicht Qualifiziert | -                   | Korean FA Cup | Achtelfinale  | KNL-Pokal  | -             | 1.         | Kim Chang-kyeom                                 |
| 2003   | 2    | RR-3. Platz  | Nicht Qualifiziert | -                   | Korean FA Cup | Achtelfinale  | KNL-Pokal  | -             | 1.         | Kim Chang-kyeom                                 |
| 2004   | 2    | HR-5. Platz  | Nicht Qualifiziert | -                   | Korean FA Cup | Achtelfinale  | KNL-Pokal  | Finalist      | 1.         | Kim Chang-kyeom                                 |
| 2004   | 2    | RR-3. Platz  | Nicht Qualifiziert | -                   | Korean FA Cup | Achtelfinale  | KNL-Pokal  | Finalist      | 1.         | Kim Chang-kyeom                                 |
| 2005   | 2    | HR-1. Platz  | Vizemeister        | -                   | Korean FA Cup | 2. Hauptrunde | KNL-Pokal  | Gewinner      | 1.         | Kim Chang-kyeom                                 |
| 2005   | 2    | RR-6. Platz  | Vizemeister        | -                   | Korean FA Cup | 2. Hauptrunde | KNL-Pokal  | Gewinner      | 1.         | Kim Chang-kyeom                                 |
| 2006   | 2    | HR-5. Platz  | Nicht Qualifiziert | -                   | Korean FA Cup | 2. Hauptrunde | KNL-Pokal  | Viertelfinale | 1.         | Kim Chang-kyeom                                 |
| 2006   | 2    | RR-6. Platz  | Nicht Qualifiziert | -                   | Korean FA Cup | 2. Hauptrunde | KNL-Pokal  | Viertelfinale | 1.         | Kim Chang-kyeom                                 |
| 2007   | 2    | HR-4. Platz  | Vizemeister        | -                   | Korean FA Cup | 3. Hauptrunde | KNL-Pokal  | Gewinner      | 1.         | Kim Chang-kyeom                                 |
| 2007   | 2    | RR-1. Platz  | Vizemeister        | -                   | Korean FA Cup | 3. Hauptrunde | KNL-Pokal  | Gewinner      | 1.         | Kim Chang-kyeom                                 |
| 2008   | 2    | HR-3. Platz  | Vizemeister        | -                   | Korean FA Cup | 4. Hauptrunde | KNL-Pokal  | Gruppenphase  | 1.         | Kim Chang-kyeom                                 |
| 2008   | 2    | RR-1. Platz  | Vizemeister        | -                   | Korean FA Cup | 4. Hauptrunde | KNL-Pokal  | Gruppenphase  | 1.         | Kim Chang-kyeom                                 |
| 2009   | 2    | HR-7. Platz  | Halbfinale         | -                   | Korean FA Cup | 4. Hauptrunde | KNL-Pokal  | Viertelfinale | 1.         | Kim Chang-kyeom                                 |
| 2009   | 2    | RR-2. Platz  | Halbfinale         | -                   | Korean FA Cup | 4. Hauptrunde | KNL-Pokal  | Viertelfinale | 1.         | Kim Chang-kyeom                                 |
| 2010   | 2    | HR-10. Platz | Gewinner           | -                   | Korean FA Cup | Achtelfinale  | KNL-Pokal  | Halbfinale    | 1.         | Kim Chang-kyeom                                 |
| 2010   | 2    | RR-2. Platz  | Gewinner           | -                   | Korean FA Cup | Achtelfinale  | KNL-Pokal  | Halbfinale    | 1.         | Kim Chang-kyeom                                 |
| 2011   | 2    | 7. Platz     | Nicht Qualifiziert | -                   | Korean FA Cup | Achtelfinale  | KNL-Pokal  | Gruppenphase  | 1.         | Kim Chang-kyeom                                 |
| 2012   | 2    | 9. Platz     | Nicht Qualifiziert | -                   | Korean FA Cup | 3. Hauptrunde | KNL-Pokal  | Gewinner      | 2.         | Jo Deok-je                                      |
| 2013   | 2    | 4. Platz     | -                  | -                   | Korean FA Cup | Viertelfinale | -          | -             | 2.         | Jo Deok-je                                      |
| 2014   | 2    | 6. Platz     | -                  | Nicht Qualifiziert  | Korean FA Cup | Achtelfinale  | -          | -             | 2.         | Jo Deok-je                                      |
| 2015   | 2    | 3. Platz     | -                  | Relegationsgewinner | Korean FA Cup | 3. Hauptrunde | -          | -             | 2.         | Jo Deok-je                                      |
| 2016   | 1    | 12. Platz    | -                  | Nicht Qualifiziert  | Korean FA Cup | 4. Hauptrunde | -          | -             | 2.         | Jo Deok-je                                      |
| 2017   | 2    | 6. Platz     | -                  | Nicht Qualifiziert  | Korean FA Cup | 3. Hauptrunde | -          | -             | 2. Interim | Jo Deok-je -08.2017 Jo Jong-hwa 08.2017–12.2017 |
| 2018   | 2    | 7. Platz     | -                  | Nicht Qualifiziert  | Korean FA Cup | 4. Hauptrunde | -          | -             | 3.         | Kim Dae-eui                                     |
| 2019   | 2    | 8. Platz     | -                  | Nicht Qualifiziert  | Korean FA Cup | 4. Hauptrunde | -          | -             | 3. Interim | Kim Dae-eui Lee Kwan-uh                         |
| 2020   | 2    | 2. Platz     | -                  | Play-off-Gewinner   | Korean FA Cup | Achtelfinale  | -          | -             | 4.         | Kim Do-kyun                                     |
| 2021   | 1    | 5. Platz     | -                  | Nicht Qualifiziert  | Korean FA Cup | 3. Hauptrunde | -          | -             | 4.         | Kim Do-kyun                                     |
| 2022   | 1    | 7. Platz     | -                  |                     | Korean FA Cup | 3. Hauptrunde | -          | -             | 4.         | Kim Do-kyun                                     |

## Trikot-Geschichte
| Heim | Auswärts |  |

| Heim | Auswärts |  |

| Heim | Auswärts |  |

| Heim | Auswärts |  |

| Heim | Auswärts |  |

| Heim | Auswärts |  |

## Stadion
| Stadion | Name          | Eigentümer            | Eröffnung | Nutzungszeitraum | Nutzungszeitraum |
| Stadion | Name          | Eigentümer            | Eröffnung | Von              | Bis              |
| ------- | ------------- | --------------------- | --------- | ---------------- | ---------------- |
|         | Suwon-Stadion | Stadtverwaltung Suwon | 1971      | 2003             | Bis jetzt        |

## Aktueller Kader
Stand: 28. Oktober 2024
| Nr. |            | Position | Name            |
| --- | ---------- | -------- | --------------- |
| 1   | Korea Sud  | TW       | Park Bae-jong   |
| 2   | Korea Sud  | AB       | Jeong Dong-ho   |
| 3   | Korea Sud  | ST       | Park Cheol-woo  |
| 4   | Korea Sud  | MF       | Jo Jun-hyun     |
| 5   | Australien | AB       | Lachlan Jackson |
| 6   | Korea Sud  | AB       | Choi Kyu-baek   |
| 7   | Korea Sud  | ST       | Jeong Seung-won |
| 8   | Albanien   | AB       | Elson Sota      |
| 9   | Korea Nord | ST       | An Byong-jun    |
| 10  | Korea Sud  | ST       | Ji Dong-won     |
| 13  | Korea Sud  | TW       | Ahn Jun-su      |
| 14  | Korea Sud  | MF       | Yoon Bit-garam  |
| 15  | Korea Sud  | AB       | Kim Tae-han     |
| 16  | Korea Sud  | MF       | Lee Jae-won     |
| 17  | Korea Sud  | TW       | No Dong-geon    |
| 20  | Korea Sud  | ST       | Hwang Soon-min  |
| 22  | Korea Sud  | MF       | Roh Kyung-ho    |
| 23  | Indonesien | AB       | Pratama Arhan   |
| 24  | Korea Sud  | AB       | Kim Ju-yeop     |
| 25  | Korea Sud  | AB       | Kim Dae-hyun    |
| 26  | Korea Sud  | AB       | Jang Young-woo  |

| Nr. |           | Position | Name              |
| --- | --------- | -------- | ----------------- |
| 27  | Korea Sud | ST       | Kang Min-sung     |
| 29  | Korea Sud | MF       | Kang Kyo-hun      |
| 30  | Korea Sud | AB       | Lee Hyeon-yong    |
| 31  | Korea Sud | TW       | Lee Jae-hoon      |
| 32  | Korea Sud | AB       | An Chi-woo        |
| 33  | Korea Sud | MF       | Joseph Lee        |
| 33  | Korea Sud | AB       | Han Sang-kyu      |
| 35  | Korea Sud | MF       | Kim Hyeon-min     |
| 37  | Korea Sud | AB       | Sin Il-yeon       |
| 38  | Korea Sud | MF       | Lee Yun-gun       |
| 39  | Korea Sud | ST       | Ha Jung-woo       |
| 40  | Korea Sud | MF       | Kim Do-yoon       |
| 41  | Korea Sud | TW       | Lee Kyung-min     |
| 42  | Korea Sud | MF       | Kim One-hyung     |
| 43  | Korea Sud | ST       | Park Jin-woo      |
| 44  | Korea Sud | ST       | Jung Seung-bae    |
| 70  | Brasilien | ST       | Anderson Oliveira |
| 71  | Korea Sud | ST       | Han Kyo-won       |
| 77  | Korea Sud | MF       | Kang Sang-yun     |
| 88  | Korea Sud | AB       | Yong Lee          |
| 99  | Korea Sud | TW       | Jeong Min-ki      |

## Erfolge

### Nationale Titel
| KNL-Meisterschaft (1) | KNL-Meisterschaft (1) | KNL-Meisterschaft (1) | KNL-Meisterschaft (1) | KNL-Meisterschaft (1) | KNL-Meisterschaft (1) | KNL-Meisterschaft (1) | KNL-Meisterschaft (1) | KNL-Meisterschaft (1) | KNL-Meisterschaft (1) |
| --------------------- | --------------------- | --------------------- | --------------------- | --------------------- | --------------------- | --------------------- | --------------------- | --------------------- | --------------------- |
| 2010                  |                       |                       |                       |                       |                       |                       |                       |                       |                       |
| KNL-Ligapokal (3)     |                       |                       |                       |                       |                       |                       |                       |                       |                       |
| 2005                  | 2007                  | 2012                  |                       |                       |                       |                       |                       |                       |                       |
| Gyeonggi-do-Pokal (8) |                       |                       |                       |                       |                       |                       |                       |                       |                       |
| 2003                  | 2004                  | 2005                  | 2006                  | 2007                  | 2008                  | 2011                  | 2012                  |                       |                       |

## Weitere Abteilungen

### Frauenfußball
Seit dem Jahr 2008, betreibt die Stadtverwaltung Suwon eine eigene Frauenfußballmannschaft, die in der WK League, der höchsten Spielklasse im südkoreanischen Frauenfußball, spielt. 2022 wurde diese Mannschaft in den Suwon FC integriert. Ihre Heimspiele trägt die Mannschaft ebenso im Suwon-Stadion aus. Ihr bisher größter Erfolg war die Meisterschaft 2010.

## Rivalität
Die Fans von Suwon FC sind aufgrund der Nähe mit den Fans von Seoul E-Land FC (Challenge-Supermatch) rivalisiert, sowie auch mit Seongnam FC (Gidbal-Derby) und mit Suwon Samsung Bluewings (Suwon-Derby). Freundschaften werden keine gepflegt.

## Sponsoren-Historie
| Zeitraum  | Trikotsponsor | Hauptsponsor |
| --------- | ------------- | ------------ |
| 2003–2005 | Umbro         | Suwon        |
| 2006      | KIKA          | Suwon        |
| 2007–2010 | Astore        | Suwon        |
| 2011–2012 | Hummel        | Suwon        |
| 2013      | Astore        | Suwon        |
| Seit 2014 | Hummel        | Suwon        |